# Francine Rivers
Francine Sandra Rivers (nacida en 1947) es una escritora estadounidense de ficción con temas cristianos, incluyendo novelas románticas del subgénero "inspirador". Antes de convertirse en una cristiana renacida en 1986, Rivers escribió novelas románticas históricas. Se la conoce sobre todo por su novela inspiradora Amor redentor, mientras que otra novela, The Last Sin Eater ha sido llevado al cine.

## Biografía
Hija de un oficial de policía y una enfermera, estudió en la Universidad de Nevada, en Reno, donde obtuvo una licenciatura en humanidades, inglés y periodismo. Pasó un tiempo como reportera de un periódico, escribiendo obituarios e historias de interés humano.
Después de que su suegra le prestara varias novelas románticas, Rivers decidió intentar escribir en ese género. Vendió su primer manuscrito y publicó por vez primera en 1976. En los años siguientes escribió novela romántica histórica.
En 1986, Rivers se convirtió en una cristiana renacida. Durante los siguientes tres años tuvo dificultades a la hora de idear tramas para sus nuevas novelas. Se dedicó al estudio de la Biblia y decidió entonces redirigir su carrera hacia temas más cristianos. Su primera novela en esta nueva línea, Amor redentor, se publicó en 1991.  Rivers lo considera su profesión de fe. Amor redentor, que ambienta en el Oeste americano durante la Fiebre del oro una  historia del Antiguo Testamento.
Todas las posteriores novelas de Rivers se encuadran en el género de ficción inspiradora, con temas cristianos. Sus novelas han ganado premios o han sido nominadas para numerosas distinciones, que incluyen los premios RITA de la RWA, Christy, Medalla de Oro de ECPA y Holt Medallion in Honor of Outstanding Literary Talent.

## Vida personal
Francine y su esposo, Rick, viven en el norte de California (donde ambienta muchas de sus novelas contemporáneas). Francine usa la escritura para acercarse a Dios, y alabar a Jesús por todo lo que ha hecho por su vida.

### Novelas románticas inspiradoras de tema cristiano
- Redeeming Love (Amor redentor, 1997)

- Serie Mark of the Lion: (1993–1997)
  - A Voice in the Wind (1993)
  - An Echo in the Darkness (1994)
  - As Sure as the Dawn (1995)

- The Scarlet Thread (1996)
- The Atonement Child (1997)
- The Last Sin Eater (1998)
- Leota's Garden (1999)
- The Shoe Box (1999)

- Serie Lineage of Grace: (2000–2001)
  - Unveiled (2000)
  - Unashamed (2000)
  - Unshaken (2001)
  - Unspoken (2001)
  - Unafraid (2001)

- And the Shofar Blew (2003)

- Serie Sons of Encouragement: (2004–2007)
  - The Priest (2004)
  - The Warrior (2005)
  - The Prince (2005)
  - The Prophet (2006)
  - The Scribe (2007)

- Bible Stories for Growing Kids (2007) (Escrita en colaborción con su hija Shannon Rivers Coibion)

- Serie Marta's Legacy: (2010)
  - Her Mother's Hope (marzo de 2010)
  - Her Daughter's Dream (septiembre de 2010)
- Bridge to Haven (2014)
- The Masterpiece (2018)
- The Lady’s Mine (2022)

### Novelas románticas (Bibliografía B.C.)
- Kathleen (1979)
- Sycamore Hill (1981)
- Rebel In His Arms (1982)
- This Golden Valley (1983)
- Sarina (1983)
- Not So Wild a Dream (1985)
- Outlaw's Embrace (1986)
- A Fire in the Heart (1987)
- Serie Second Chance at Love 
  - Hearts Divided (1983)
  - Heart in Hiding (1984)
  - Pagan Heart (1985)